# Vouarces

Vouarces este o comună în departamentul Marne, Franța. În 2009 avea o populație de 57 de locuitori.